# Eparchia św. Piotra Apostoła w San Diego
Eparchia św. Piotra Apostoła w San Diego – eparchia Kościoła chaldejskiego w Stanach Zjednoczonych, z siedzibą w San Diego w stanie Kalifornia. Obejmuje wiernych obrządku chaldejskiego w dziewiętnastu stanach w zachodniej części USA. Została erygowana w 2002 i podlega bezpośrednio chaldejskiemu patriarsze Bagdadu. 